# Papyrus 116

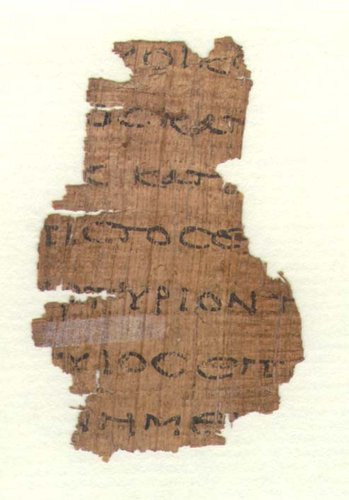
Papyrus 116 Verso

Papyrus 116 (in de nummering volgens Gregory-Aland) of {\displaystyle {\mathfrak {P}}}116, of P. Vinodub. G 42417, is een kopie van het Nieuwe Testament in het Grieks. Het handschrift is geschreven op papyrus en bevat de Brief aan de Hebreeën 2: 9-11; 3:3-6 in het Grieks. De fragmenten worden bewaard in de Österreichische Nationalbibliothek (Pap. Vindob. G. 42417) in Wenen. Op grond van het schrifttype wordt het manuscript gedateerd in de zesde eeuw door het “Institute for New Testament Textual Research (INTF) in de 6e of 7e eeuw.

## Tekst
De tekst van deze codex is in AD 2000 bewerkt door Papathomas. Er is te weinig tekst overgebleven om de tekst te kunnen typeren of in een categorie te kunnen plaatsen.
De Griekse tekst van deze codex vertegenwoordigt de Alexandrijnse tekst, maar het fragment is te klein om daar zeker van te zijin. Het is nog niet ingedeeld in een van Alands  Categorieën.
Het handschrift wordt bewaard in de Österreichische Nationalbibliothek (Pap. K. 7244) te Wenen. Er wordt verwezen naar de fragmenten met nummer P. Vindob. G 42417.